# Листяні ліси Малих Зондських островів
Листяні ліси Малих Зондських островів (ідентифікатор WWF: AA0201) — австралазійський екорегіон тропічних та субтропічних сухих широколистяних лісів, розташований на Малих Зондських островах.

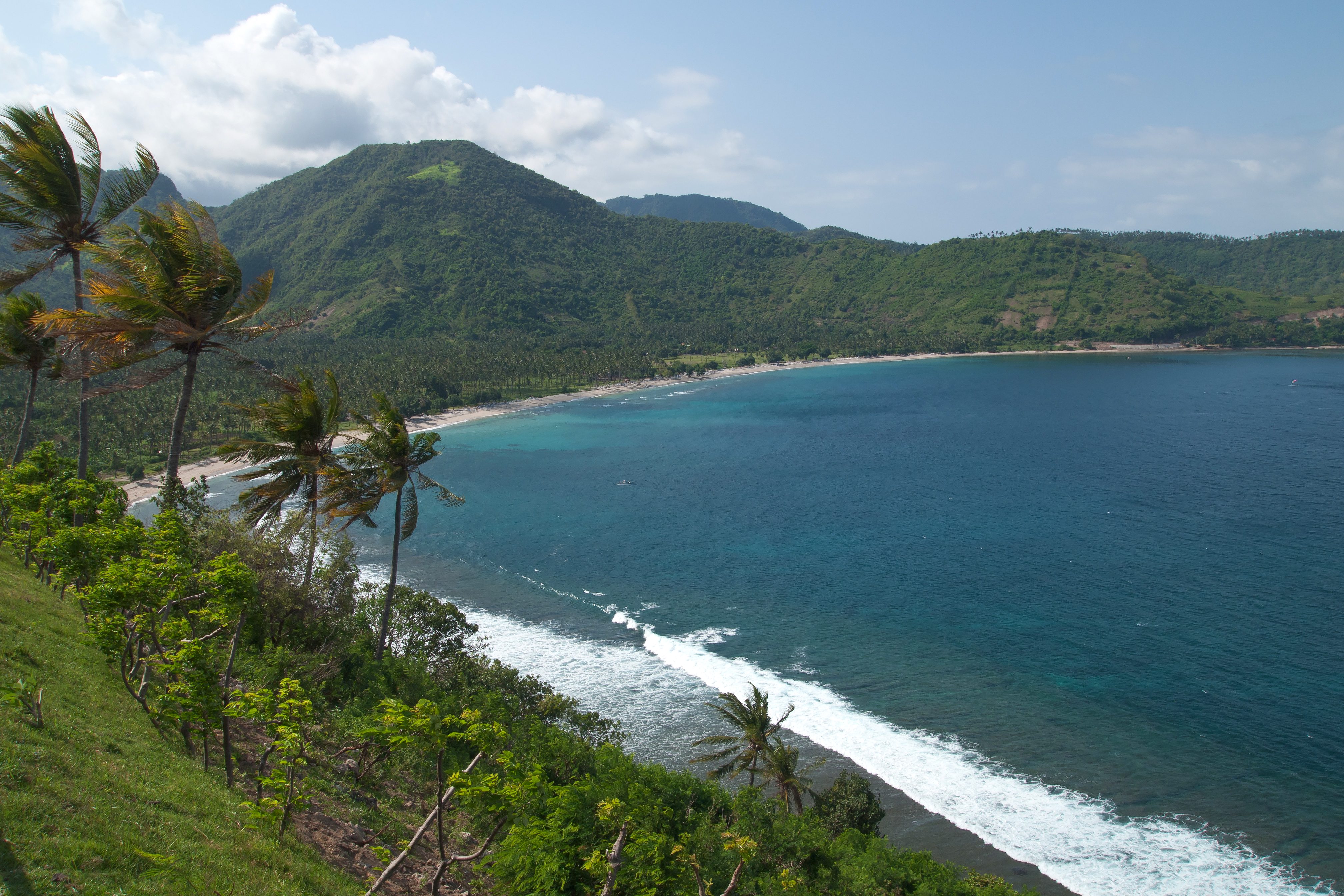
Узбережжя острова Ломбок

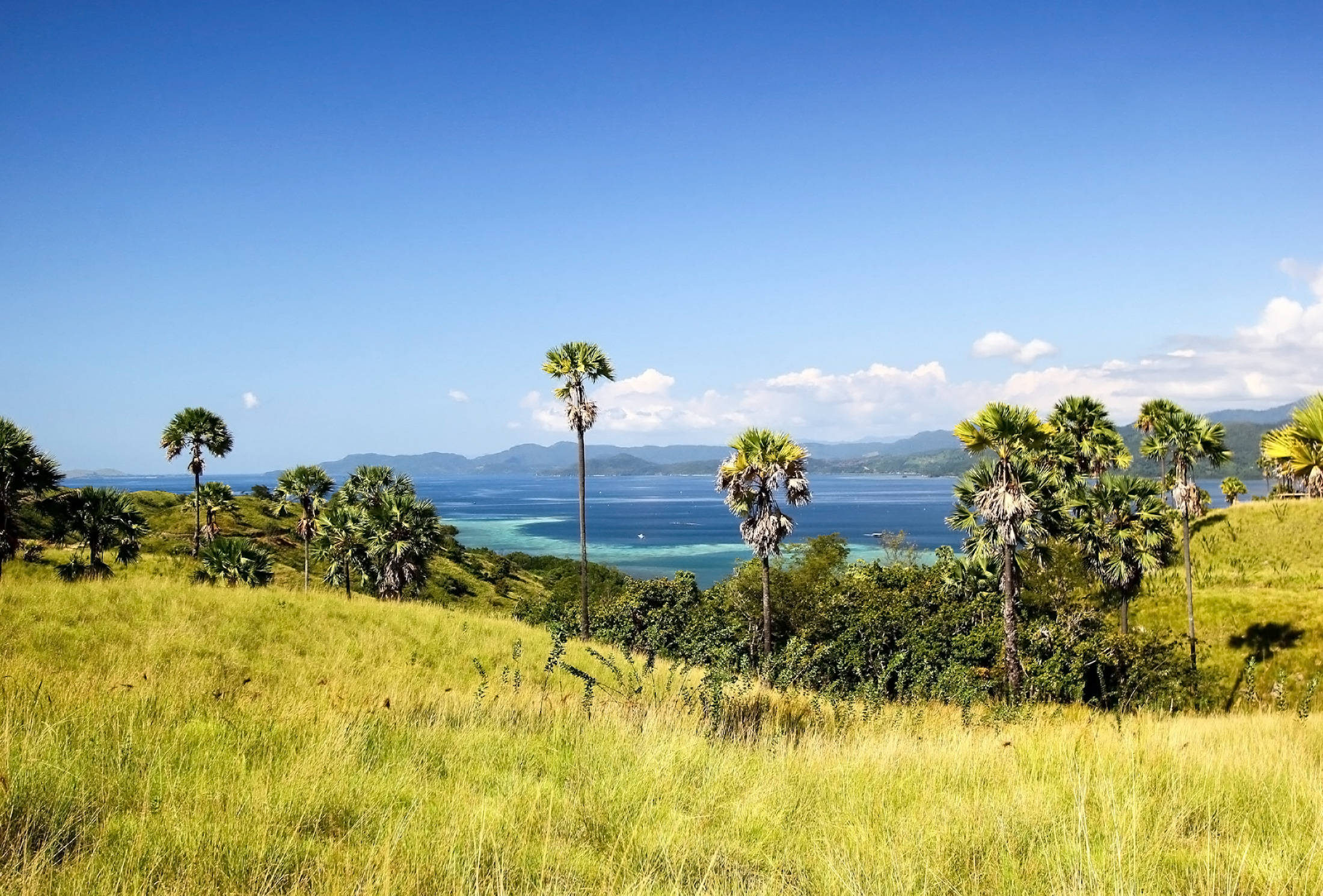
Савана на острові Флорес

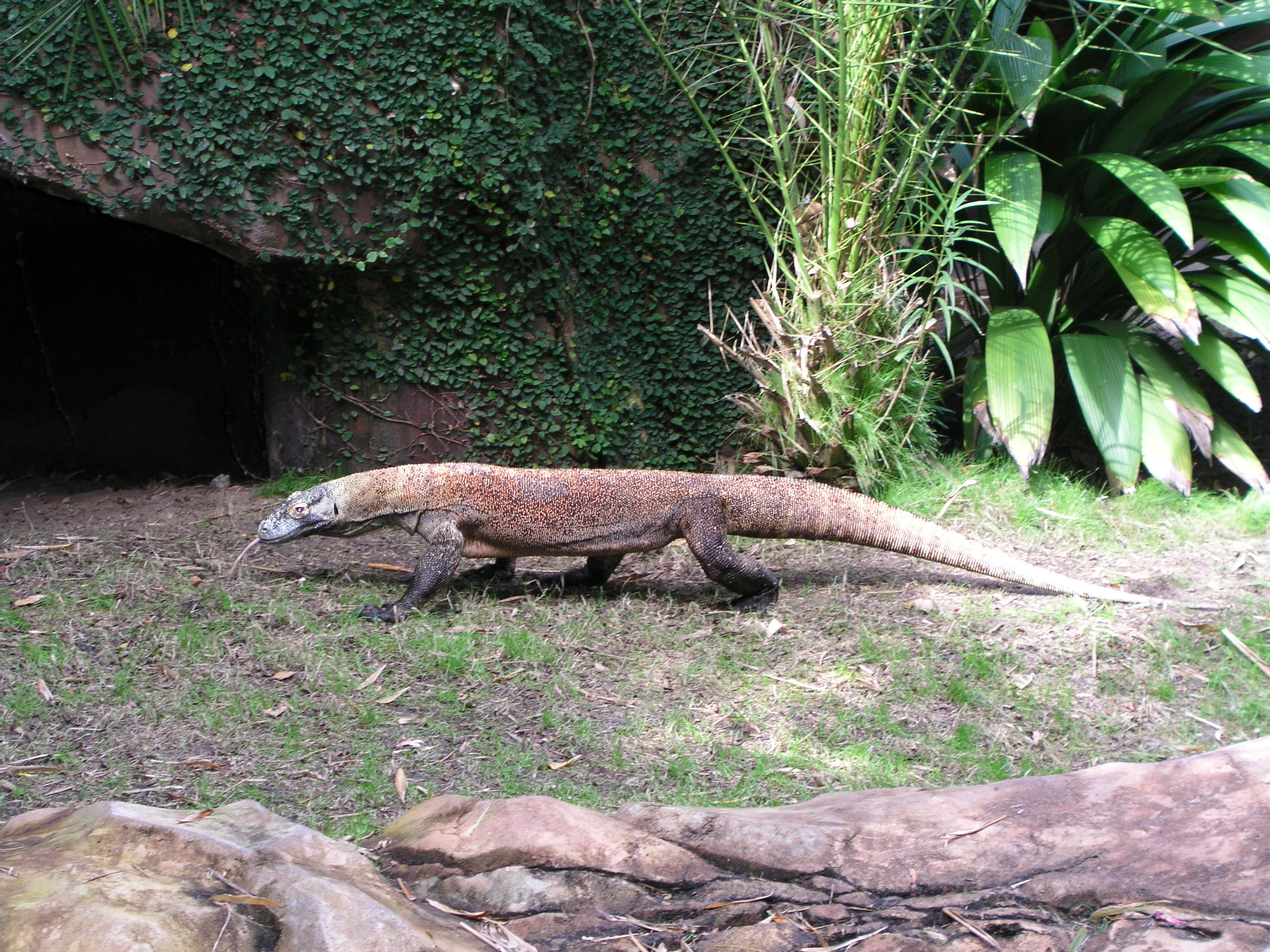
Комодський варан (Varanus komodoensis)

## Географія
Екорегіон листяних лісів Малих Зондських островів охоплює більшу частину Малих Зондських островів, що простягаються із заходу на схід на півдні Малайського архіпелагу. Він включає низку вулканічних островів, найбільшими з яких є острови Ломбок, Сумбава, Флорес, Лембата та Алор. З півночі вони омиваються морями Балі, Флорес та Банда, а з півдня — Індійським океаном та морем Саву.
Західною межею екорегіону є глибока протока Ломбок, яка відділяє острови Ломбок та Балі. Через цю протоку проходить лінія Воллеса, яка розділяє біогеографічні області Індомалаї та Австралазії. Острови екорегіону є частиною Воллесії і ніколи не поєднувалися ні з азійським, ні з австралійським континентами. Флора і фауна Малих Зондських островів характеризується поєднанням видів з обох областей, а також включає багато ендемічних видів, які еволюціонували в ізоляції.
Східною межею екорегіону є протока Омбай, яка відділяє Алор від островів Ветар та Тимор, а південною межею — протока Сумба, яка відділяє острови Сумбава і Флорес від острова Сумба. Хоча острови Ветар, Тимор та Сумба також входять до архіпелагу Малих Зондських островів, вони є частиною окремих екорегіонів листяних тропічних лісів Тимору і Ветару та листяних лісів Сумби.
З геологічної точки зору острови екорегіону є частиною Зондської дуги, яка утворилася внаслідок субдукції Індо-Австралійської плити під Зондську плиту. Вони здебільшого складаються з четвертинних та третинних вулканічних та осадових порід. Рельєф островів переважно гористий. Найвищою вершиною регіону є активний вулкан Ринджані заввишки 3726 м, розташований на острові Ломбок. Вулканічна активність на островах регіону триває. Виверження вулкана Тамбора на острові Сумбава, яке відбулося у 1815 році, було одним з наймасштабніших вулканічних вивержень в історії людства.

## Клімат
На більшій частині екорегіону переважає саванний клімат (Aw за класифікацією кліматів Кеппена), а в горах — мусонний клімат (Am за класифікацією Кеппена) або високогірний субтропічний клімат (Cwb за класифікацією Кеппена). Середньорічна кількість опадів тут коливається від 800 до 1350 мм, більшість з яких випадають під час сезону дощів з грудня по березень. З червня по листопад триває яскраво виражений сухий сезон. Загалом клімат регіону є найбільш посушливим та найбільш сезонним в Індонезії.

## Флора
В межах екорегіону зустрічаються різноманітні рослинні угруповання, зокрема мусонні ліси, рідколісся та савани.
Мусонні ліси представлені кількома підтипами, такими як вологі й сухі листяні ліси, сухі колючі ліси та сухі вічнозелені ліси. Вологі листяні ліси поширені у низинах біля підніжжя пагорбів та у вигляді галерейних лісів уздовж водотоків. Їх основу складають індійські тамаринди (Tamarindus indica) та смердючі стеркулії (Sterculia foetida). У сухих листяних лісах, поширених на висоті до 200 м над рівнем моря, переважають яванські протіуми (Protium javanicum), дерева кусум (Schleichera oleosa) та яйцелисті шутенії (Schoutenia ovata), тоді як в лісах, що ростуть на висоті від 200 до 800 м над рівнем моря, домінують бананові кущі (Tabernaemontana pandacaqui). На цих висотах у сухих листяних лісах стають більш поширеними ліани, особливо білоцвіті баугінії (Bauhinia spp.), а на висоті понад 1000 м над рівнем моря — різноманітні представники родини Молочаєвих (Euphorbiaceae).
Сухі колючі ліси є ще одним підтипом мусонних лісів, поширеним в екорегіоні. Їх залишилося небагато, оскільки більшість колючих лісів було знищено внаслідок навмисного розпалювання пожеж. Залишки сухих колючих лісів зустрічаються на південно-східному узбережжі Ломбоку та на південно-західному узбережжі Сумбави, однак їм загрожує розчистка з метою будівництва доріг, шахт та поселень.
Сухі вічнозелені ліси поширені на більших висотах, ніж сухі листяні ліси, та на нижчих висотах, ніж вічнозелені гірські ліси. На Сумбаві вони зустрічаються на висоті від 1000 до 1200 м над рівнем моря. У сухих вічнозелених лісах регіону домінують китайські альбіції (Albizia chinensis), а також зустрічаються різні види сніговців (Chionanthus spp.), слив (Prunus spp.) та криптокарій (Cryptocarya spp.). 
На багатьох островах регіону у посушливих долинах зі стрімкими схилами зустрічаються вологі галерейні ліси. На Сумбаві галерейні ліси поширені на висоті до 2000 м над рівнем моря. Натомість на південних схилах пагорбів Ломбоку та Сумбави, які залишаються вологими протягом сухого сезону завдяки південно-східним пасатам, зустрічаються дощові ліси, у яких домінують представники родини діптерокарпових (Dipterocarpaceae). Одна з небагатьох ділянок тропічних напіввічнозелених дощових лісів на острові Ломбок розташована на схилах вулкану Ринджані, найвищої гори острова.
В горах екорегіону, приблизно на висоті від 1200 до 2100 м над рівнем моря, поширені мішані гірські ліси, у яких домінують різні види ногоплідників (Podocarpus spp.) та енгельгардій (Engelhardia spp.), які виростають до 20 м заввишки. В цих лісах поширені ліани, папороті та орхідеї, зокрема різні види шоломових орхідей (Corybas spp.), коричних орхідей (Corymborkis spp.) та глевчаків (Malaxis spp.). На висоті від 2100 до 2700 м над рівнем моря зустрічаються гірські хвойні ліси, у яких домінують зондські казуарини (Casuarina junghuhniana). У скелястих високогір'ях, на висоті 3300-3400 м над рівнем моря, зустрічаються лишайники, мохи, трави та деякі папороті.
Також в екорегіоні зустрічаються два типи саван. У саванах, поширених на Комодо, Рінчі та північному й південному узбережжях Флореса, переважають пальмірові пальми (Borassus flabellifer), а в саванах, що зустрічаються на піщано-глинистих алювіальних або заболочених ґрунтах на деяких островах — індійські жожоби (Ziziphus mauritiana). Серед трав, поширених в цих саванах, слід відзначити еуланію Лешено (Eulalia leschenaultiana), скручений різноборідник (Heteropogon contortus), різдвяну темеду (Themeda arguens) та тритичинкову темеду (Themeda triandra).

## Фауна
В межах екорегіону зустрічається близько 50 видів ссавців, зокрема макаки-крабоїди (Macaca fascicularis), зондські їжатці (Hystrix javanica), хатні сункуси (Suncus murinus), яванські білозубки (Crocidura maxi), а також велетенські крилани (Pteropus vampyrus), майже ендемічні сумбанські листоноси (Hipposideros sumbae), флореські шерстисті кажани (Kerivoula flora), зондські крилани (Acerodon mackloti), ломбокські крилани (Pteropus lombocensis), західні голоспинні крилани (Dobsonia peronii), нусатенгарські коротконосики (Cynopterus nusatenggara) та кілька десятків інших кажанів та криланів. Ендеміками екорегіону є флореські пацюки (Rattus hainaldi), флореські довгоносі пацюки (Paulamys naso), комодські пацюки (Komodomys rintjanus), флореські велетенські пацюки (Papagomys armandvillei), флореські сункуси (Suncus mertensi), отомопси Джонстона (Otomops johnstonei) та зондські великовухі кажани (Nyctophilus heran).
Внаслідок того, що Малі Зондські острови історично не сполучалися з материковою Азією, в регіоні відсутні індійські слони, тигри, олені, бики та інші великі азійські тварини. Однак деякі тварини азійського походження були інтродуковані в екорегіоні. Яванські замбари (Rusa timorensis) були завезені на Тимор, найбільший острів регіону, та на кілька менших островів, а смугасті свині (Sus scrofa vittatus) — на Сумбаву, Комодо, Флорес та кілька інших островів. Також на Малі Зондські острови були завезені водяні буйволи (Bubalus bubalis).
Орнітофауна екорегіону нараховує близько 275 видів птахів, серед яких слід відзначити зелену курку (Gallus varius), австралійського великонога (Megapodius reinwardt), острівну горлицю (Streptopelia bitorquata), зондську зозулю (Cuculus lepidus), білочеревого орлана (Icthyophaga leucogaster), молуцького боривітра (Falco moluccensis), серамську сплюшку (Otus magicus), малазійського дятла (Yungipicus moluccensis), короткочубого какаду (Cacatua sulphurea), червоноголового лоріто (Geoffroyus geoffroyi), рогодзьобого медівника (Philemon buceroides), білокрилого оругеро (Lalage sueurii), сундайського свистуна (Pachycephala fulvotincta) та індонезійського квічаля (Zoothera andromedae).
Ендеміками екорегіону є зелені вінаго (Treron floris), флореські орли-чубані (Nisaetus floris), флореські сплюшки (Otus alfredi), сумбейські сплюшки (Otus silvicola), ринджанські сплюшки (Otus jolandae), алорські сови-голконоги (Ninox plesseni), білогузі альціони (Caridonax fulgidus), флореські лорікети (Trichoglossus weberi), флореські кориліси (Loriculus flosculus), алорські медовички (Myzomela prawiradilagae), острівні медовці (Sugomel lombokium), флореські личинкоїди (Pericrocotus lansbergei), гологорлі свистуни (Pachycephala nudigula), буроголові віялохвістки (Rhipidura diluta), флореські монархи (Symposiachrus sacerdotum), флореські ворони (Corvus florensis), флореські вівчарики (Phylloscopus floresianus), рудоголові тезії (Tesia everetti), жовтоброві окулярці (Heleia superciliaris), чубаті окулярці (Heleia dohertyi), великодзьобі гелеї (Heleia crassirostris), флореські джунглівниці (Cyornis oscillans), флореські алікорто (Brachypteryx floris), золотогузі квіткоїди (Dicaeum annae) та сундайські квіткоїди (Dicaeum igniferum), а майже ендемічними його представниками — тиморські горлиці (Geopelia maugeus), чорнокрилі тілопо  (Ptilinopus cinctus), рожевоголові пінони (Ducula rosacea), яванські пінони (Ducula lacernulata), сундайські дрімлюги (Caprimulgus meesi), оливкові лорікети (Trichoglossus euteles), червоноволі лорікети (Trichoglossus forsteni), сріблисті шикачики (Coracina personata), сундайські шикачики (Edolisoma dohertyi), середні дронго (Dicrurus densus), рудолобі окулярники (Heleia wallacei), чорношиї квічалі (Geokichla dohertyi), чорноспинні квіткоїди (Dicaeum maugei), темно-сірі квіткоїди (Dicaeum sanguinolentum), помаранчевогруді маріки (Cinnyris solaris), бліді мунії (Lonchura pallida) та темноголові мунії (Lonchura quinticolor).
Також ендеміками екорегіону є велетенські комодські варани (Varanus komodoensis). Ці найбільші у світі ящірки, які можуть досягати до 3 м завдовжки, зустрічаються на острові Комодо, розташованому між Сумбавою та Флоресом, а також на західному узбережжі Флоресу та на деяких сусідніх островах. Комодські варани є найбільшими хижаками регіону, що полюють на інтродукованих оленів та свиней, а також на макак, птахів. ящірок і змій, поїдають пташині яйця, комах і падло. Серед інших плазунів, що зустрічаються в екорегіоні, слід відзначити тиморського пітона (Broghammerus timoriensis) та смугастого варана (Varanus salvator).

## Збереження
Більша частина лісового покриву екорегіону була знищена за останні століття, особливо під час Другої Світової війни. Загалом близько половини лісів регіону були знищені шляхом спалювання або вирубані та перетворені на сільськогосподарські угіддя, а на більшості островів від первинної рослинності залишилися лише ізольовані фрагменти, переважно на вершинах гір. Завдяки регулярним пожежам деякі види рослин, зокрема вогнетривкі зондські казуарини (Casuarina junghuhniana), значно розширили свій ареал. Найбільші ділянки незайманих лісів залишилися на Сумбаві.
Оцінка 2017 року показала, що 3228 км², або 8 % екорегіону, є заповідними територіями. Природоохоронні території включають: Національний парк Комодо на Комодо, Національний парк гори Ринджані на Ломбоці, Національний парк Келімуту та Природний заповідник Рутенг на Флоресі, Національний парк гори Тамбора на Сумбаві, Мисливський заказник острова Мойо на Мойо та Заповідний ліс Туті-Адаге на Алорі. У 1991 році Національний парк Комодо був внесений до списку Світової спадщини ЮНЕСКО.